# فرودگاه لئونورا
فرودگاه لئونورا (به انگلیسی: Leonora Airport) یک فرودگاه همگانی با کد یاتا LNO است که یک باند فرود آسفالت دارد و طول باند آن ۲۰۱۸ متر است. این فرودگاه در کشور استرالیا قرار دارد و در ارتفاع ۳۷۱ متری از سطح دریا واقع شده‌است.